# Krišana
Krišana (rumunjski: Crișana, mađarski: Körösvidék, njemački: Kreischgebiet) je rumunjska povijesna pokrajina smještena u sjeverozapadnoj Rumunjskoj. To je središnji dio panonske Rumunjske.

## Ime
Ime "Crișana" potječe od rumunjskoga naziva za rijeku "Criș" (hrv. "Karaš"). Kroz središnju Crișanu protječu tri "mala" Karaša koji tvore rijeku Kereš u blizini granice s Mađarskom, koja se nizvodno ulijeva u Tisu.
Drugi, više mađarski naziv za ovu pokrajinu je Bihor po planinskoj regiji Bihor.

## Zemljopis
Crișana je danas najudaljeniji dio rumunjske države od glavnog grada Bukurešta. Gorje Bihor čini prirodnu istočnu granicu pokrajine, iza koje je Transilvanija, na jugu je rijeka Moriš prema Banatu, a na sjeveru rijeka Samoš prema Maramurešu. Zapadna granica prema Mađarskoj je politička, a nastala je 1918. godine.
To je poriječje rijeke Crisula (Kriša). Reljefno se može podijeliti na dva dijela: planinski i nizinski. Klima je umjereno kontinentalna, slična kao i u ostatku panonske nizine. 
Danas pokrajina ne postoji kao samoupravna jedinica, a njeno područje podijeljeno je između nekoliko županija.
Najvažniji su gradovi u nizinskom djelu Oradea i Arad. U planinskom dijeu nema velikih gradova. Valja spomenuti samo dva: Beius i Nucet.

## Stanovništvo
Većinsko stanovništvo pokrajine su Rumunji, ali postoji značajna mađarska manjina (oko 20%). Rumunji su tradicionalni stanovnici planinskog i brdskog djela Crișane ka istoku, a Mađari nizinskoga zapadnog dijela uz granicu s Mađarskom. Od ostalih naroda tu još žive Romi i Nijemci.

## Gospodarstvo
Stanovništvo u planinskom dijelu uglavnom živi od stočarstva, eksploatacije šuma, lignita, boksita i građevnog kamena. Stanovništvo pak u panonskom djelu uglavnom živi od ratarstva i vinogradarstva.

## Upravna podjela
Pokrajina se prostire na nekoloko rumunjskih županija:
- Bihor (cijela županije)
- Arad (gotovo cijela županija osim najjužnijih dijelova)
- Sălaj (veći dio županije osim istočne trećine)
- Satu Mare (južna polovica županije)

Najveći grad povijesno i kulturno središte pokrajine je grad Oradea. Grad Arad približne je veličine kao i Oradea, ali je podijeljen na dio u Crișani i dio u Banatu. Od ostalih većih gradova tu je Zalău